# Cephalodromia seia
Cephalodromia seia är en tvåvingeart som först beskrevs av Seguy 1963.  Cephalodromia seia ingår i släktet Cephalodromia och familjen svävflugor. Inga underarter finns listade i Catalogue of Life.